# Госё, Хэйноскэ
Хэйноскэ Госё (яп. 五所平之助  Heinosuke Gosho:) (1 февраля 1902, Токио, Япония — 1 мая 1981, Мисима, префектура Сидзуока, Япония) — японский кинорежиссёр. Был одним из самых маститых творцов японского кино в течение нескольких десятилетий XX века, наряду с Ясудзиро Одзу считается одним из родоначальников и виднейшим представителем жанра «сёмин-гэки» (жанра японского кино, в котором на экране реалистически показана жизнь низших и средних слоёв общества). На протяжении всей карьеры Госё в своих работах выражал веру в гуманистические ценности.

## Биография

### Ранние годы
Хэйэмон (таково настоящее имя будущего кинорежиссёра) был незаконнорождённым. Его матерью была гейша, у которой отец забрал Хэйэмона после того, как у него умер единственный законный наследник. Отец, торговец табаком, имевший кроме того продуктовую лавку, с того момента, как Хэйэмон появился в его доме (в возрасте пяти лет), стал готовить ребёнка к тому, чтобы он унаследовал семейное дело. Ему было запрещено связываться с родной матерью даже по телефону, и он потерял её из виду, между тем как ей и его братьям и сёстрам пришлось очень тяжело. После окончания средней школы отец отдал Хэйэмона в торгово-промышленное училище Кэйо, где смышлёный мальчик прилежно изучал бухгалтерию, но также проявил интерес к изучению английского языка, для чего стал посещать отдельно ещё и занятия в специальной английской школе.
Юному Хэйэмону отец и дед, кроме всего прочего, привили любовь к искусству: мальчику часто доводилось присутствовать при посещении дедом знакомых художников. Ещё в юности Хэйэмон начал писать стихи хайку и пристрастился к походам в кино, да ещё и по случаю снялся в массовке на студии «Дайкацу». Поэтому после окончания учёбы (в 1921 году) и отбытия года обязательной воинской службы, он наперекор воле предков решает посвятить себя не семейному бизнесу, а кинематографу. Он уже самостоятелен во всём, в том числе и в том, что поменяет своё имя на Хэйноскэ, так как его имя Хэйэмон казалось ему несколько старомодным.
По совету Сиро Кидо, с которым он познакомился в чайном домике «Хирата», Хэйноскэ Госё с 1923 года начинает работать в кинокомпании «Shochiku» ассистентом режиссёра у маститого Ясудзиро Симадзу. За это он разгневанным отцом был лишён прав наследования, так как кино в ту пору не считалось серьёзным занятием. Сиро Кидо, руководивший в то время студией в Камата (принадлежавшей кинокомпании «Сётику»), разглядел в парне талант, ибо славился своей гениальной интуицией, он в числе прочих открыл и пестовал таких талантов, как Ясудзиро Одзу и Хироси Симидзу.

### Кинокарьера
Хэйноскэ Госё дебютировал самостоятельной работой, поставив киноленту «Весна на южных островах» (1925). Большой успех выпал на долю фильма «Деревенская невеста» (1928). Уже с первых своих постановок режиссёр вырабатывает собственный стиль, который некоторыми критиками так и будет назван «госёизм». Изображение на фоне опоэтизированной природы пасторального веселья и грусти сельских провинциалов, заставляющее плакать и смеяться одновременно — это и есть «госёизм», как его определяют критики, и в его кинолентах обязательно присутствовал образ времени года, что вообще характерно японскому искусству. Госё под влиянием своего наставника Ясудзиро Симадзу, одним из первых, даже чуть раньше своего соратника по студии Ясудзиро Одзу начал разработку темы «сёмин-гэки» — драм из жизни рабочего класса, «маленьких горожан».
Госё поставил первый японский звуковой фильм «Соседка и жена» (1931, лауреат премии журнала «Кинэма Дзюмпо» как лучший фильм года). Среди его лучших работ 1930-х годов: немой фильм «Танцовщица из Идзу» (1933), лучшая среди многочисленных экранизаций повести Ясунари Кавабаты; «Бремя жизни» (1935), в котором сталкивается традиционный образ жизни японцев с западным; «Женщина ночи» (1936); «Песнь цветочной корзины» (1937) — об обитателях задворков городских окраин. С конца 1930-х и до окончания Второй мировой войны работал на студии «Дайэй».
Во время войны режиссёр снимал мало, наиболее интересные работы этого периода: «Новый снег» (1942), «Пятиэтажная пагода» (1944), «Девушки из Идзу» (1945). После войны работал на студии «Тохо», где им поставлен фильм «Ещё раз» (1947, премия «Майнити» за лучший фильм года) о любви, загубленной войной. Фильм имел успех, однако Госё на следующий год примет участие в знаменитой студийной забастовке, за что будет причислен к коммунистам и уволен из «Тохо». В 1951 году вместе с другими кинематографистами основал независимую компанию Studio Eight Productions, на которой будут сняты такие его фильмы, как: «Ветвистые облака» (1951), «Утренние волнения» (1952) и одна из самых громких работ режиссёра «Там, где видны фабричные трубы» (1953), отмеченная призом международного кинофестиваля в Западном Берлине (1954), с формулировкой «за лучший фильм, борющийся за свободу». Студия Studio Eight Productions просуществует до 1954 года, последней кинолентой Госё, снятой на ней стала причисляемая к лучшим его киноработам «Гостиница в Осаке» (1954). На студии «Син-тохо» будет сделана одна из интересных его работ «Сверстники» (1955), героине которой с детства уготована участь проститутки. К числу лучших фильмов режиссёра 1950-х годов относятся также фильмы «Поминальная песня» («Элегия», 1957) и «Жёлтая ворона» (1957, отмеченный американской кинопремией «Золотой глобус» как лучший иностранный фильм в США).
Впоследствии Хэйноскэ Госё вернётся на «Сётику», где среди прочего им будет поставлен фильм «Мать и одиннадцать детей» (1966), вторая из его работ после «Жёлтой вороны» (а режиссёр за сорок три года кинокарьеры снял 97 фильмов), которая будет показана в прокате СССР.
С 1964 года Госё был генеральным секретарем Ассоциации кинорежиссёров Японии, уйдя на пенсию с этого поста в 1975 году. Неоднократно его фильмы становились лауреатами премии журнала «Кинэма Дзюмпо» и премии «Майнити» как лучшие фильмы года. В 1966 году Хэйноскэ Госё был удостоен почётной императорской награды ордена Восходящего солнца, а в 1972 году ему был вручён Орден Культуры, или как его ещё называют орден «Фиолетовая лента». В последние годы жизни режиссёр много работал на телевидении. Он умер в 1981 году в возрасте 79 лет. В течение последующих лет его фильмы будут возрождаться из забытья, как в Японии, так и за её пределами: ретроспективы его фильмов пройдут в Париже, Лондоне, Нью-Йорке и Москве (в Музее кино, 2003).

## Фильмография
| Фильмография Хэйноскэ Госё | Фильмография Хэйноскэ Госё                              | Фильмография Хэйноскэ Госё        | Фильмография Хэйноскэ Госё | Фильмография Хэйноскэ Госё                  |
| Год                        | Русское название                                        | Транслитерация                    | Оригинальное название      | Английское название                         |
| -------------------------- | ------------------------------------------------------- | --------------------------------- | -------------------------- | ------------------------------------------- |
| 1920-е годы                |                                                         |                                   |                            |                                             |
| 1925                       | «Весна на южных островах»                               | Нанто-но хару                     | 南島の春                   | Spring of South Island                      |
| 1925                       | «На небе ни облачка»                                    | Сора ва харётари                  | 空は晴れたり               |                                             |
| 1925                       | «Молодость»                                             | Сэйсюн                            | 当世玉手箱                 |                                             |
| 1925                       | «Сердце мужчины»                                        | Отоко гокоро                      | 男ごゝろ                   |                                             |
| 1925                       | «Шкатулка для жизни»                                    | Тосэй таматэбака                  | 当世玉手箱                 |                                             |
| 1926                       | «Горожане»                                              | Мати-но хитобито                  | 街の人々                   | Towns People                                |
| 1926                       | «Первая любовь»                                         | Хацукои                           | 初恋                       |                                             |
| 1926                       | «Стремительный поток»                                   | Хонрю                             | 奔流                       | A Torrent                                   |
| 1926                       | «Материнская любовь»                                    | Хаха-ё коиси                      | 母よ恋し                   |                                             |
| 1926                       | «Дочь»                                                  | Мусуэ                             | 娘                         |                                             |
| 1926                       | «Без возврата»                                          | Каэра ну саса буэ                 | 帰らぬ笹笛                 | No Return                                   |
| 1926                       | «Мой любимый ребёнок»                                   | Итосино вагако                    | お坊ちゃん                 |                                             |
| 1926                       | «Она»                                                   | Канодзё                           | 彼女                       | She                                         |
| 1927                       | «Одинокий скандалист»                                   | Сабисий рамбо-моно                | 寂しき乱暴者               |                                             |
| 1927                       | «Стыдливые сны»                                         | Хадзукаси юмэ                     | 恥しい夢                   | Shameful Dream                              |
| 1927                       | «Плутовка»                                              | Каракури мусумэ                   | からくり娘                 |                                             |
| 1927                       | «Смерть девушки»                                        | Сёдзё но си                       | 処女の死                   |                                             |
| 1927                       | «Лицо Луны»                                             | Окамэ                             | おかめ                     |                                             |
| 1928                       | «Если понравится»                                       | Суки нарэба косо                  | 好きなればこそ             |                                             |
| 1928                       | «Деревенская невеста»                                   | Мура-но ханаёмэ                   | 村の花嫁                   | The Villiage Bride                          |
| 1928                       | «Разврат — это плохо»                                   | Гораку госинан                    | 道楽御指南                 |                                             |
| 1928                       | «Путь к богу»                                           | Ками эно мити                     | 神への道                   |                                             |
| 1929                       | «Новый тип женщины»                                     | Син дзёсэйкон                     | 新女性鑑                   |                                             |
| 1929                       | «Отец и его дети»                                       | Оядзи то соно ко                  | 親父とその子               | Father and His Child                        |
| 1929                       | «Одна ночь страсти»                                     | Дзёнэцу-но ития                   | 情熱の一夜                 |                                             |
| 1930-е годы                |                                                         |                                   |                            |                                             |
| 1930                       | «Холостяки, будьте бдительны»                           | Докусин-ся гоёдзин                | 独身者御用心               | Bachelors Beware                            |
| 1930                       | «Уголок Большого Токио»                                 | Дай-Токё-но иккаку                | 大東京の一角               | A Corner of the Big Tokyo                   |
| 1930                       | «Улыбающийся тип»                                       | Хохоэму хинсэй                    | 微笑む人生                 | A Smiling Character                         |
| 1930                       | «Женщины не могут замарать твоё имя»                    | Онна-ё кими-но на о кэгасу накарэ | 女よ！君の名を汚す勿れ     |                                             |
| 1930                       | «История Кинуё»                                         | Кинуё моногатари                  | 絹代物語                   | Story of Kinuyo                             |
| 1930                       | «Ночь желаний»                                          | Аиёку-но ёру                      | 愛慾の記                   | Desire of Night                             |
| 1931                       | «Соседка и жена»                                        | Мадаму то нёбу                    | マダムと女房               | The Neighbor’s Wife and Mine                |
| 1931                       | «Скандал на острове»                                    | Сима-но ратай дзикэн              | 島の裸体事件               |                                             |
| 1931                       | «Воспоминания о днях молодости»                         | Вакаки хи-но кангэки              | 若き日の感激               |                                             |
| 1931                       | «---»                                                   | Гутэй кэнкэй                      | 愚弟賢兄                   |                                             |
| 1932                       | «Мой глупый брат»                                       | Ниисан-но бака                    | 兄さんの馬鹿               |                                             |
| 1932                       | «Ивы на Гиндзе»                                         | Гиндза-но янаги                   | 銀座の柳                   |                                             |
| 1932                       | «Роман на студии»                                       | Сацуэйдзё романсу — рэнай аннай   | 撮影所ロマンス・恋愛案内   |                                             |
| 1932                       | «Кукушка»                                               | Хототогису                        | 不如帰                     | Cuckoo                                      |
| 1932                       | «Любовь в Токио»                                        | Кои-но Токё                       | 恋の東京                   |                                             |
| 1932                       | «Любовь, связанная с небом»                             | Тэнгоку-ни мусубу кои             | 天国に結ぶ恋               | Lovers in the Beyond                        |
| 1933                       | «Невеста разговаривает во сне»                          | Ханаёмэ-но нэгото                 | 花嫁の寝言                 | The Bride Talks in Her Sleep                |
| 1933                       | «Танцовщица из Идзу: Там, где распускаются цветы любви» | Кои но хана саку идзу-но одорико  | 恋の花咲く 伊豆の踊子      | The Dancing Girl of Izu                     |
| 1933                       | «Девятнадцатая весна»                                   | Дзюкю-но хару                     | 十九の春                   | Nineteenth Spring                           |
| 1933                       | «Прощай, моя девушка»                                   | Сёдзё-ё саёнара                   | 処女よ、さよなら           |                                             |
| 1933                       | «Ласки»                                                 | Аибу                              | 愛撫                       |                                             |
| 1934                       | «Поскольку я родилась женщиной»                         | Онна то умарёта караная           | 女と生れたからにゃ         | When You’re Born to Be a Woman              |
| 1934                       | «---»                                                   | Сакура ондо                       | さくら音頭                 |                                             |
| 1934                       | «Всё живое»                                             | Икитоси икэрумоно                 | 生きとし生けるもの         |                                             |
| 1935                       | «Жених разговаривает во сне»                            | Ханамуко-но нэгото                | 花婿の寝言                 | The Groom Talks in His Sleep                |
| 1935                       | «Желание»                                               | Акогарэ                           | あこがれ                   |                                             |
| 1935                       | «Бремя жизни»                                           | Дзинсэй-но онимоцу                | 人生のお荷物               | Burden of Life                              |
| 1936                       | «Замужняя женщина одалживает деньги»                    | Окусама сякуёсё                   | 奥様借用書                 |                                             |
| 1936                       | «Новый путь» (фильм в двух частях)                      | Синдо                             | 新道                       | New Way                                     |
| 1936                       | «Женщина ночи»                                          | Обороё-но онна                    | 朧夜の女                   | Woman in the Mist                           |
| 1937                       | «Песня цветочной корзины»                               | Ханакого-но ута                   | 花籠の歌                   | Song of the Flower Basket                   |
| 1940-е годы                |                                                         |                                   |                            |                                             |
| 1940                       | «Бесчувственный»                                        | Мокусэки                          | 木石                       |                                             |
| 1942                       | «Новый снег»                                            | Синсэцу                           | 新雪                       |                                             |
| 1944                       | «Пятиэтажная пагода»                                    | Годдзю-но то                      | 五重塔                     |                                             |
| 1945                       | «Девушки из Идзу»                                       | Идзу-но мусумэтари                | 伊豆の娘たち               | The Young Women of Izu                      |
| 1947                       | «Ещё раз»                                               | Има хитотаби мо                   | 今ひとたびの               |                                             |
| 1948                       | «Облик»                                                 | Омокагэ                           | 面影                       |                                             |
| 1950-е годы                |                                                         |                                   |                            |                                             |
| 1951                       | «Ветвистые облака»                                      | Вакарэ-гумо                       | わかれ雲                   | Dispersed Clouds                            |
| 1952                       | «Утренние волнения»                                     | Аса-но хамон                      | 朝の波紋                   | Morning Conflicts                           |
| 1953                       | «Там, где видны фабричные трубы»                        | Энтоцу-но миэру басё              | 煙突の見える場所           | Where Chimneys Are Seen                     |
| 1954                       | «Гостиница в Осаке»                                     | Осака-но ядо                      | 大阪の宿                   | An Inn at Osaka                             |
| 1954                       | «Долина любви и смерти»                                 | Аи то си-но танима                | 愛と死の谷間               | The Valley Between Love and Death           |
| 1954                       | «Петух прокричал ещё раз»                               | Ниватори ва футатаби наку         | 鶏はふたゝび鳴く           | The Cock Crows Twice                        |
| 1955                       | «Сверстники»                                            | Такэкурэба                        | たけくらべ                 | Adolescence, Growing Up Twice, Child’s Play |
| 1956                       | «Вновь однажды ночью»                                   | Ару ё футатаби                    | 或る夜ふたたび             |                                             |
| 1957                       | «Жёлтая ворона»                                         | Киирой карасу                     | 黄色いからす               | Yellow Crow                                 |
| 1957                       | «Поминальная песня» («Элегия»)                          | Банка                             | 晩歌                       | Elegie                                      |
| 1958                       | «Огни светлячков»                                       | Хотаруби                          | 螢火                       | Fireflies                                   |
| 1958                       | «Жадность»                                              | Ёку                               | 欲                         | Avarice                                     |
| 1958                       | «Мария из муравьиной деревни»                           | Ари-но мати-но мариа              | 蟻の街のマリア             | Ragpicker’s Angel                           |
| 1959                       | «Дневник Каратати»                                      | Каратати никки                    | からたち日記               | Journal of the Orange Flower                |
| 1960-е годы                |                                                         |                                   |                            |                                             |
| 1960                       | «Моя любовь»                                            | Вага аи                           | わが愛                     | When a Woman Loves                          |
| 1960                       | «Белые клыки»                                           | Сирой киба                        | 白い牙                     |                                             |
| 1961                       | «Охотничье ружьё»                                       | Рёдзю                             | 猟銃                       | Hunting Rifle                               |
| 1961                       | «Когда рассеиваются облака»                             | Кумо га тигирэру токи             | 雲がちぎれる時             | As the Clouds Scatter                       |
| 1961                       | «Узы любви»                                             | Аидзё-но кэйфу                    | 愛情の系譜                 | Northern Elegy                              |
| 1962                       | «Мама, выходи замуж!»                                   | Каатян кэккон сироё               | かあちゃん結婚しろよ       | Mother Please Marry                         |
| 1963                       | «Миллион девушек»                                       | Хякуман-нин-но мусумэтати         | １００万人の娘たち         |                                             |
| 1965                       | «Женщина с горы духов»                                  | Одзорэдзан-но онна                | 恐山の女                   | Woman of Osore Mountain                     |
| 1966                       | «Мать и одиннадцать детей»                              | Каатян то дзюитинин-но кодомо     | かあちゃんと１１人の子ども | Mother and Her Eleven Children              |
| 1967                       | «Банкет»                                                | Утагэ                             | 宴                         | Rebellion of Japan                          |
| 1968                       | «Женщина и суп мисо» («Всё о женщине»)                  | Онна-но субэтэ                    | 女と味噌汁                 | Women and Miso Soup                         |
| 1968                       | «Осень и весна Мэйдзи» (кукольная анимация)             | Мэйдзи хару аки                   |                            |                                             |